# 10054 Solomin
10054 Solomin (1987 SQ17) là một tiểu hành tinh vành đai chính được phát hiện ngày 17 tháng 9 năm 1987 bởi Lyudmila Chernykh ở Đài vật lý thiên văn Crimean. Nó được đặt theo tên Russian actor Yury Mefodievich Solomin.